# آرثر فان دورين
آرثر فـان دورين هو لاعب هوكي الحقل بلجيكي، ولد في 1 أكتوبر 1994 في أنتويرب في بلجيكا.

## وصلات خارجية
- آرثر فـان دورين على موقع الاتحاد الدولي للهوكي (الإنجليزية)
- آرثر فـان دورين على موقع اللجنة الأولمبية الدولية (الإنجليزية)
- آرثر فـان دورين على موقع أوليمبيديا (الإنجليزية)
- آرثر فـان دورين على موقع اللجنة الأولمبية البلجيكية (الهولندية)